# 团结镇 (自贡市)
团结镇，是中华人民共和国四川省自贡市大安区下辖的一个乡镇级行政单位。

## 行政区划
团结镇下辖以下地区：
申家村、福禄村、狮塘村、朝天村、楼房村、高坎村、红星村、莲花村和土柱村。